# 畠山修羅
畠山 修羅（はたけやま しゅら）は、室町時代後期の人物。畠山義就の長男で義豊（基家）の兄。通称は修羅法師、諱は不明。

## 生涯
義就は分家の能登守護家から政国を猶子に迎えていたが、修羅が生まれると政国を廃嫡した。文明2年（1470年）に古市胤栄に預けられて上洛したが、文明6年（1474年）に大和国の越智家栄の館に避難した。文明15年（1483年）に16歳で死去し、弟の基家が後継者となった。
子供がいたとされ、基家と跡目を巡って争ったとされるが、噂に過ぎないともされる。